# Euthalia larika
Euthalia larika är en fjärilsart som beskrevs av Swinhoe 1915. Euthalia larika ingår i släktet Euthalia och familjen praktfjärilar. Inga underarter finns listade i Catalogue of Life.